# Stanisław Szwarc
Stanisław Szwarc (ur. 30 kwietnia 1880, zm. 27 października1953 w Krakowie) – polski malarz, litograf.
Studiował na krakowskiej Akademii Sztuk Pięknych, którą ukończył w 1909. Należał do krakowskiego Stowarzyszenia Wit Stwosz, do którego należała pracownia sztuki i przemysłu artystycznego, od 1921 był członkiem zarządu. Gdy w 1930 powstało w Krakowie Towarzystwo Artystów Grafików został członkiem zarządu tej organizacji. Mimo że stale wstawiał w Towarzystwie Przyjaciół Sztuk Pięknych to w 1927 wziął udział w bojkocie i uczestniczył w Wystawie Niezależnych, która odbyła się w lokalu Józefa Sperlinga przy ulicy Sławkowskiej w Krakowie. Pierwszą wystawę indywidualną miał w 1931 w warszawskim Salonie Czesława Garlińskiego, a następnie w Towarzystwie Przyjaciół Sztuk Pięknych w Krakowie. Zajmował się malarstwem, litografią i artystycznymi technikami metalowymi. Po 1945 był profesorem na krakowskiej Akademii Sztuk Pięknych. Został pochowany na cmentarzu Rakowickim w Krakowie (pas 13).

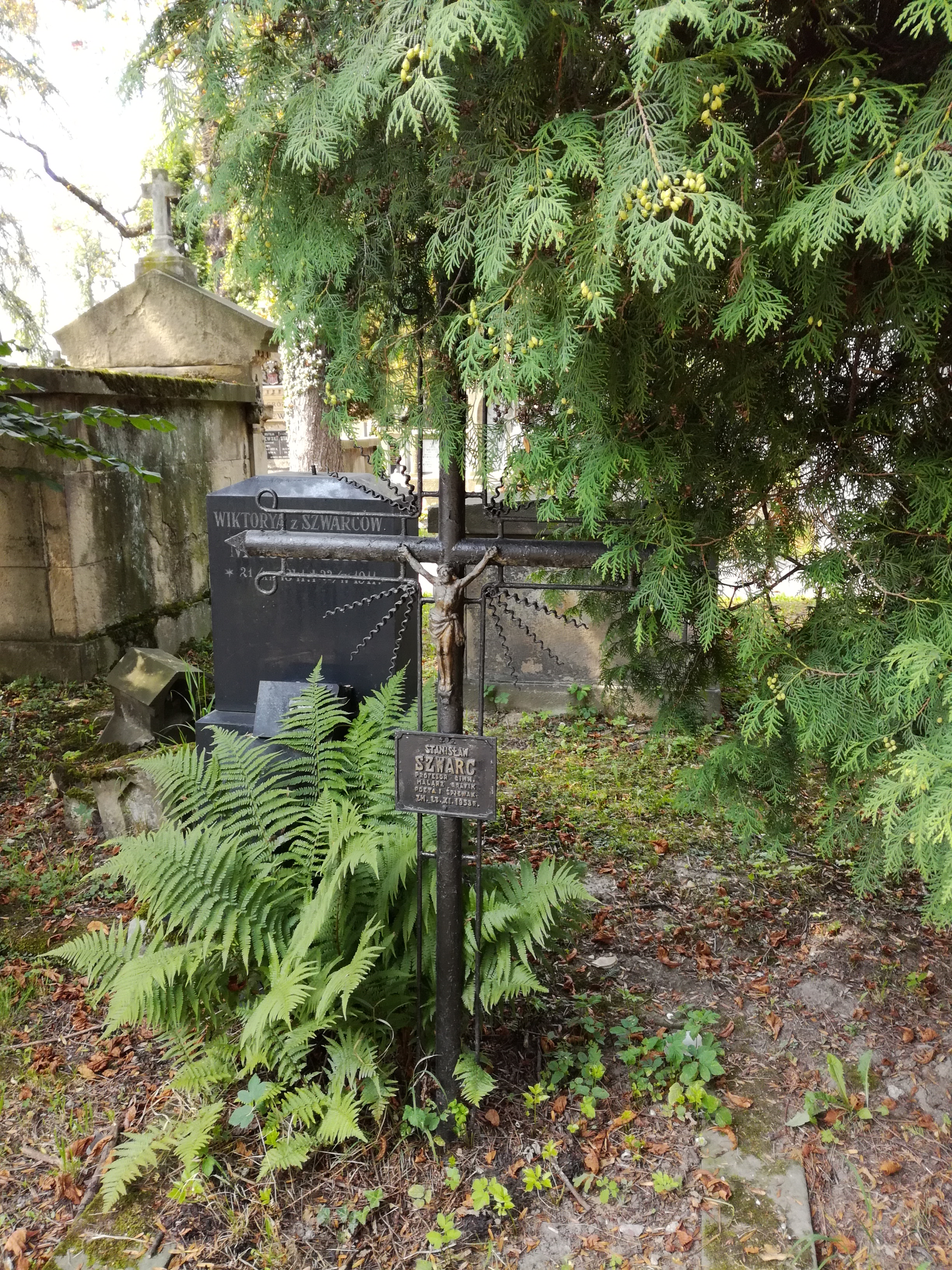
Grób Stanisława Szwarca na cmentarzu Rakowickim